# Akhisar
Akhisar este un oraș din Turcia.